# The Pancakes
The Pancakes es una banda musical de Hong Kong, integrada por la cantautora Dejay Choi. Su música se caracteriza por la voz de Dejay, casi infantil con melodías brillantes y pegajosas. La mayoría de las canciones de la banda están interpretadas en inglés, a diferencia de la mayoría de la música de género pop de Hong Kong, donde el idioma cantonés es la norma.

## Carrera
Dejay Choi, la única integrante de la banda, se graduó de la Universidad de Hong Kong con una especialización en traducción. Trabajó en la biblioteca de Goethe-Institut de Hong Kong (el centro cultural alemán de Hong Kong), antes de acceder a la profesión como cantante y compositora. Choi formó parte de varias bandas musicales antes de la fundación de The Pancakes, como the Postcard en 1996, Ginger Biscuits en 1997 y Tricycle Rider en 1999.
Su nombre en chino real es desconocido por el público, aunque aparece como 蔡明丽 (coi3 ming4 lai6 en Jyutping) en su álbum producido en 2011 lanzado en cantonés, titulaba 脑 残 游记. 
Choi se encarga de casi todo por sí misma en la producción de sus discos, en la composición musical, letras, el rendimiento de instrumentos, canto, grabación de producción, entre otros. Dejay toca la guitarra y el teclado. Además, también ha creado su propio sello discográfico llamado, Rewind Records, que se ocupa de la gestión y promoción de la banda.

## Discografía
Álbumes
- Les Bonbons Sont Bons (January 2000).
- Pancakes can panick (August 2000).
- All already ready (May 2002).
- Stereo Radio/ Left (February 2003).
- Stereo Radio/ Right (August 2003).
- Everyone has a Secret (September 2005).
- 1,2,3,4,5,6, cheese! (October 2007).
- Sometimes I just can't remember all the things we did together (June 2010).
- 腦殘遊記 (July 2011).
- sometimes when we cry (December 2013).

Single
- Demo Demo No.1 (March 2000)

Colaboraciones
- ok karaoke (with alok July 2001)
- freeplay (with Chet Lam and ketchup (March 2004)

Sello de lanzamiento Elefant Records
- Captain Curtain (March 2001)
- Flying in the blue sky on a frying pan (November 2001)